# Die Fledermaus (1946)
Die Fledermaus ist eine 1944 in Agfacolor gedrehte und 1946 erstmals aufgeführte Verfilmung der Operette Die Fledermaus von Johann Strauss. Unter der Regie von Géza von Bolváry spielen Marte Harell und Johannes Heesters das Ehepaar Rosalinde und Herbert Eisenstein, Will Dohm den Theaterdirektor Michael Falke, Josef Egger den Gerichtsdiener Frosch, Dorit Kreysler die Zofe Adele und Willy Fritsch den Gefängnisdirektor Frank.

## Handlung
Nach einem Kostümball bittet der als Fledermaus verkleidete und bereits etwas mitgenommene Direktor Falke, Leiter des Badener Stadttheaters, seinen Freund Eisenstein, ihn nach Hause zu bringen. Anstatt Falke den Gefallen zu erweisen, überlässt Eisenstein den bald Schlafenden auf einer Parkbank seinem Schicksal. Am nächsten Morgen wird Falke verhaftet und eingesperrt. Gefängnisdirektor Frank lässt Falke, obwohl er gut mit ihm befreundet ist, einige Stunden in der Zelle verharren. Falke beschließt, sich bei Eisenstein und Frank zu revanchieren.
Nachdem Falke die künstlerische Leitung eines üppigen Festes seines Freundes Prinz Orlofsky übernommen hat, erhält er Gelegenheit zur Rache, da Eisenstein und Frank aus unterschiedlichen Motiven am Fest teilnehmen wollen und Falke um die nötigen Eintrittskarten bitten. Eisenstein möchte unbedingt eine zum Fest erwartete ungarische Künstlerin kennenlernen, die bis auf die Haarfarbe seiner Frau ähneln soll. Frank möchte sich von Falke mit einer jungen blonden Schauspielerin verkuppeln lassen.
Falke hat für beide Eintrittskarten. Da Eisenstein zur Zeit des Festes eine Strafe absitzen soll, gibt Falke vor, bei Frank einen Strafaufschub erwirkt zu haben. Zudem veranlasst Falke, dass sein Tenor Melzer Eisensteins Gattin Rosalinde den Hof macht. Eisenstein beschwindelt seine Frau und geht anstatt zum Arrest auf das Fest. Frank, der Eisenstein festnehmen will, findet bei Rosalinde den Tenor Melzer vor, hält ihn für Eisenstein, und verhaftet ihn. Rosalinde hat mittlerweile vom Schwindel ihres Ehemannes erfahren. Da die ungarische Künstlerin das Fest bereits abgesagt hat, lässt sie sich die Haare färben, besucht das Fest und gibt sich als besagte Ungarin aus.
Johann Strauß führt zum Fest auf Veranlassung Falkes Teile seiner neuesten Operette Die Fledermaus auf. Für die Zeitdauer dieser Aufführung gelingt es Falke, seinen eingesperrten Tenor Melzer freizusetzen. Rosalindes Kammerjungfer Adele wirkt bei der Aufführung ebenfalls mit und wird anschließend von Falke mit Frank bekannt gemacht. Rosalinde indes lässt sich in ihrer Verkleidung zunächst von ihrem Ehemann betören und erweckt dann den Anschein, sich von Orlofksy verführen zu lassen. Tatsächlich sorgt sie dafür, dass Orlofsky die Nacht mit Adele verbringt. Am nächsten Tag gibt sie sich, noch in der Verkleidung, ihrem Ehemann zu erkennen, der sich daraufhin mit Orlofsky duellieren will. Falke erscheint und klärt die Situation.

## Produktion und Hintergrund
Der Film wurde 1944 größtenteils in Prag in den Filmstudios Barrandov abgedreht und im Filmstudio Babelsberg fertiggestellt. Nach Luftangriffen galt er bis 1946 als verloren oder verschollen. Dann erst wurde Material aufgefunden, sodass die für den Schnitt verantwortliche Alice Ludwig den Film fertigstellen konnte. Mit einer ursprünglichen Länge von 103 Minuten wurde der Streifen 1946 im sowjetischen Sektor Berlins erstmals aufgeführt. Seit 1950 standen Fassungen mit einer Vorführdauer von 99 Minuten zur Verfügung.
In den 1990er Jahren war als Ausgangsmaterial für Fernsehausstrahlungen nur eine zwar scharfe, jedoch farblich sehr mangelhaft ausgestattete Kopie im Umlauf. Nach Auffinden einer in der Farbe sehr gut erhaltenen, aber unscharfen und mit russischen Untertitel versehenen Kopie in einem Berliner Archiv konnte schließlich mittels moderner Technik eine scharfe Kopie in den Originalfarben hergestellt werden.
Die  Fassung mit der Spieldauer 99 Minuten wurde so restauriert und 2005 auf DVD veröffentlicht (Spieldauer auf PAL-DVD 95 Min.).

## Kritik
- „Die wirre Handlung mit den unsterblichen Melodien in einer vergleichsweise eleganten Filmfassung.“ – Lexikon des internationalen Films[2]

- „Sprühender Farbfilm (…) Moralisch teilweise unbefriedigend.“ – 6000  Filme, 1963[3]